# Хюинь Фу Шо
Хюинь Фу Шо (Huỳnh Phú Sổ, Хюинь Фу Со), 1920—1947) — вьетнамский религиозный и общественный деятель, философ, буддийский реформатор, основатель религии хоахао.

## Биография
Родился 15 января 1920 года (в 56 году по восточному шестидесятилетнему циклу), в деревне Хоахао, провинция Тяудок во Французском Индокитае (в настоящее время — провинция Анзянг, Вьетнам), в семье зажиточного крестьянина. В юности тяжело болел, поэтому среднюю школу смог закончить только благодаря взяткам, которые давал учителям отец. После окончания школы его отец послал его к Семигорью (вьетн. Bảy Núi) в ученики к буддийскому отшельнику, имевшему репутацию мистика и целителя. Пробыв несколько лет в учениках, Хюинь Фу Шо вернулся домой в мае 1939 года, полностью излечившись от болезни, что, как он говорил, стало результатом его просветления. Вернувшись в деревню, он начал проповедовать идеи реформы вьетнамского буддизма, в первую очередь возвращение к тхераваде от махаяны.
Его проповеди были рассчитаны в первую очередь на бедных крестьян, которых привлекали высказываемые им идеи об отмене сложных и дорогостоящих церемоний и ритуалов, отказе от строительства храмов; Хюинь Фу Шо учил, что «личного спасения» (избавления от сансары — череды перерождений) можно добиться путём аскетизма, «домашнего» поклонения богам и простоты духовной жизни. Он получил известность своими путешествиями по Вьетнаму и проповедями прямо на улицах и площадях городов, собиравшими множество слушателей, и тем, что предлагал людям бесплатно лечить их травами и иглоукалыванием. Его религиозная доктрина, основанная на буддизме, тем не менее, содержала множество элементов анимизма, культа предков и конфуцианства; своё название она получила от родной деревни её основателя. Новое учение получило особенное распространение в южной дельте Меконга, где к 1940 году было уже более 100 тысяч его последователей.
Поскольку религия хоахао была обращена к вьетнамским народным массам и содержала в себе в том числе пропаганду вьетнамского национализма, она быстро оказала в поле пристального внимания французских колониальных властей, особенно вследствие роста числа сторонников Хюинь Фу Шо и его ораторского искусства; среди его новых последователей оказывались даже крупные помещики и офицеры-вьетнамцы. Когда в начале 1940 года после нескольких недель уединения он подготовил большое количество речей и молитв и начал новый этап кампании по пропаганде своих взглядов с помощью десятков тысяч сторонников, ситуация стала обостряться. Первоначально власти просто изгоняли его и его сторонников из различных вьетнамских провинций, но это приводило только к большему росту популярности: Хюинь Фу Шо называли «живым Буддой». Считается, что он предсказал начало Второй мировой войны, победу Германии над Францией и японское вторжение в Индокитай (и якобы даже будущую войну с США). Доподлинно установлено лишь то, что летом 1940 года он действительно массово распространял информацию о скором вторжении японцев, что заставило многих его последователей-крестьян бросить родные деревни и бежать в горы.
В августе 1940 года по приказу французского губернатора Хюинь Фу Шо был арестован и помещён в психиатрическую лечебницу в Сайгоне. Тем не менее ему удалось обратить своего лечащего врача-психиатра в свою веру, а в мае 1941 года консилиум психиатров признал его вменяемым. После освобождения французские власти выслали его на крайний юг Вьетнама, в городок Бакльеу, а многих видных сторонников хоахао заключили в концлагеря. Однако после этого Хюинь Фу Шо продолжил проповедовать, придав своим речам откровенно антифранцузский характер, что привлекало в Бакльеу толпы паломников. В 1942 году французские власти выслали его в Лаос, но фактическими хозяевами во всём Индокитае к этому времени уже давно были японцы, оккупировавшие его в сентябре 1940 года. Японские агенты похитили Хюинь Фу Шо по дороге в Лаос и поместили под домашний арест в Сайгоне, отказавшись, однако, выдать его требовавшим того французам.
Летом 1945 года, когда во Вьетнаме после поражения Японии возник вакуум власти, Хюинь Фу Шо был освобождён. Он превратил хоахао в движение в большей степени военно-политическое, нежели религиозное. Его сторонники обзавелись оружием и начали партизанскую борьбу против местных администраций, помещиков и возвращавшихся во Вьетнам французских колониальных войск, при этом вступив в конфликт с другими антифранцузскими силами, в том числе с Вьетминем и сторонниками религии каодай. К началу сентября 1945 года они взяли под свой контроль большую часть дельты Меконга, а 9 сентября армия из 15000 бойцов хоахао, вооружённых преимущественно холодным оружием, атаковала вьетминьский гарнизон в Кантхо, но понесла огромные потери из-за превосходства последних в вооружении. Впоследствии бойцы хоахао провели целый ряд карательных акций против поддерживавшего Вьетминь населения. Руководство Вьетминя несколько раз пыталось договориться с Хюинь Фу Шо о сотрудничестве, но безуспешно. В июле 1946 года их отношения окончательно стали враждебными, когда он открыто вошёл в политику, основав Вьетнамскую демократическую социалистическую партию (Dân Xã).
В апреле 1947 года Нгуен Бинь, лидер южного крыла Вьетминя, направил Хюинь Фу Шо письмо с предложением провести мирные переговоры. Отправившись на них, Хюинь Фу Шо был пойман солдатами Вьетминя, устроившими для него ловушку. После проведения импровизированного суда он был казнён, а его тело разрезали на множество мелких кусков и разбросали, чтобы его могила не стала местом поклонения.

## Память
После известия о его смерти многие последователи хоахао отказались поверить в гибель своего лидера и предсказывали его возвращение в тяжёлые времена; вера в это распространена среди сторонников данной религии до сих пор.

## Движение
В 1947 году внутри движения хоахао началась борьба за власть вследствие потери лидера, что сильно ослабило его позиции. Тем не менее после 1975 года движение снова стало набирать силу. В 1999 году вьетнамское правительство впервые разрешило её последователям провести несколько своих религиозных церемоний под пристальным наблюдением со стороны властей.